# Арш Григорій Львович
Арш Григорій Львович (21 листопада 1925, Архангельськ—15 вересня 2017, Москва) — російський історик, балканіст, медієвіст-візантиніст, декан історичного факультету Московського державного університету імені М. В. Ломоносова, співробітник Інституту слов'янознавства РАН, почесний доктор Афінського університету (2005).

## Біографія
Григорій Львович Арш народився 1925 року в Архангельську. Учасник бойових дій з липня 1943 по липень 1944 року. У складі військ Степового фронту брав участь у Курській битві, у складі 1-го Білоруського фронту — у боях за звільнення Білорусі. Був поранений, за бойові заслуги нагороджений орденом Червоної Зірки, орденом Вітчизняної війни 1-го ступеня і медалями.
Після закінчення війни 1951 року закінчив Ленінградський університет фахівцем в області загальної історії. Кілька років працював учителем у школі в Ленінграді, потім вступив до аспірантури Інституту історії АН СРСР.
1959 року захистив кандидатську дисертацію за темою: «Деякі питання історії Південної Албанії кінця XVIII — початку XIX ст.» До того часу став провідним у СРСР фахівцем з історії Албанії. Глибоке знання албанської мови та літератури, різноманітних історичних джерел надавали його працям фундаментальність і всебічність у викладі історії Албанії та російсько-албанських зв'язків від Середньовіччя до нового і новітнього часу. Григорій Львович Арш — автор історії Албанії, яка вийшла окремим розділом семитомної серії колективних монографій «Міжнародні відносини на Балканах», підготованих Інститутом слов'янознавства РАН.
Блискуче знання не лише Албанії, але й загалом Балканського регіону спонукало ще в 1960-х роках Григорія Арша зайнятись вивченням історії Греції. Значну увагу історик приділив національно-визвольній війні проти Османської імперії 1821—1829 років. Завдяки введенню нових архівних дипломатичних документів, Григорію Аршу вдалось відтворити комплексну картину подій на Балканському півострові в першій половині XIX століття.
1969 року Григорій Львович Арш захистив в Інституті слов'янознавства та балканістики АН СРСР докторську дисертацію на тему «Етерістський рух в Росії. Визвольна боротьба грецького народу на початку XIX ст. і російсько-грецькі зв'язки», яка була видана 1970 року у вигляді монографії і донині залишається хрестоматією періоду Грецької революції. Останні з робіт науковця присвячені питанням національної самосвідомості греків діаспори на початку 19 століття, філеллінізму тощо. Численні праці Арша перекладені албанською, грецькою, англійською, французькою та іншими європейськими мовами.
Один з важливих напрямків діяльності науковця — публікація документів з російських архівів, присвячених історії Албанії, Греції та російсько-балканських зв'язків, зокрема листування Олександра Іпсіланті. Він веде активну педагогічну роботу, керує аспірантами.
Помер 15 вересня 2017 року у Москві.

## Основні монографії
- «Коротка історія Албанії» (М., 1965)
- «Албанія та Епір в кінці XVIII — початку XIX ст. (Західно-балканські пашалики Османської імперії)» (М., 1963)
- «Коротка історія Албанії. З найдавніших часів до наших днів» (М., 1992)
- Албанія//«Міжнародні відносини на Балканах»
- «Этеристское движение в России» (М., 1970)
- «Иоаннис Каподистрия и греческое национально-освободительное движение 1809—1822» (Москва, 1976)
- «Каподистрия и Россия (1809—1822)», (Санкт-Петербург, 2003)

## Основні статті
- «До питання про національну самосвідомість греків у переддень революції 1821—1829 рр..»//Грецький світ XVIII — XX ст. у нових історичних дослідженнях — М., 2006
- «Російський державний філеллінізм XVIII століття»//Від Середньовіччя до Нового часу. М, 2006
- «Грецька революція 1821—1829 рр. люди і події»//Історія та сучасність. М, 2008